# Дитяча ванна
Дитяча ванна (або Ванна) — картина маслом 1893 року, написана американською художницею Мері Кассат. Картина продовжує її інтерес до зображення купання та материнства, але вона відрізняється кутом зору. І предмет, і перспектива над головою були натхненні японськими гравюрами на дереві та Едґаром Деґа.
Її придбав Чиказький художній інститут у 1910 році, і з тих пір вона стала одним із найпопулярніших експонатів у музеї.

## Предмет

### Купання

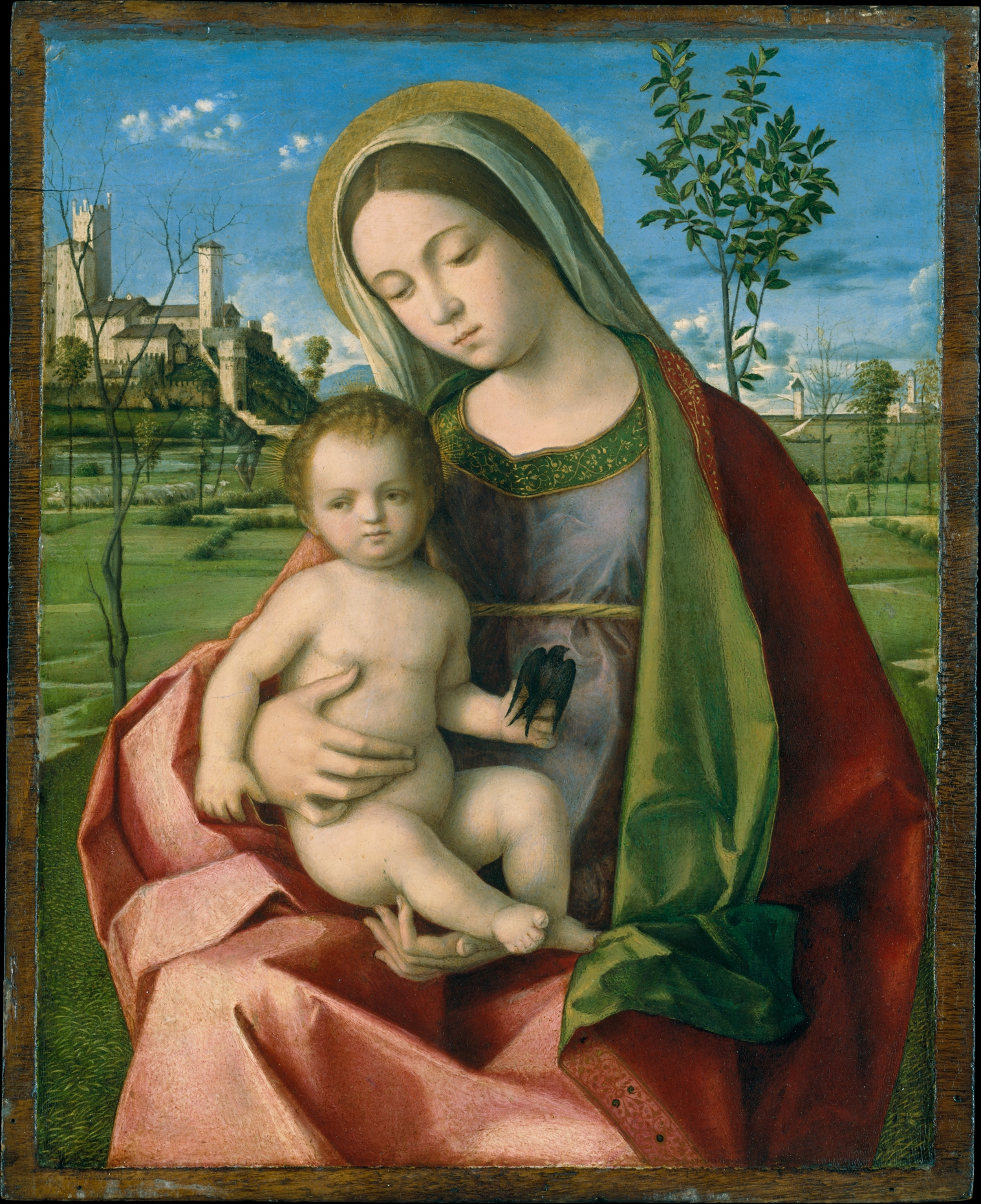
Майстерня Джованні Белліні, Мадонна з немовлям, 1510, олія на дереві, 34,3 x 27,6 см, Метрополітен-музей, Нью-Йорк

У середині 1880-х років у Франції було кілька спалахів холери, і кампанії охорони здоров'я закликали людей регулярно купатися. Купання почали розуміти як медичний захід профілактики хвороб. Водночас матерів заохочували піклуватися про власних дітей, а не залучати опікунів, використовуючи сучасні методи гігієни, які використовувалися на той час.

### Стосунки мати-дитина
Інтерес Кассат до зображення стосунків між матір'ю та дитиною вперше став очевидним, коли вона почала спеціалізуватися на сухій голці та пастелі після 1887 року, і вона мала намір виявити «психологічний, соціологічний та духовний сенс» із повсякденних справ і предметів. Хоча сама художниця ніколи чітко не пояснювала, чому Кассат спеціалізується на такій темі, вчені припускають, що це було зумовлено як «прагматичними, так й ідеалістичними імпульсами».

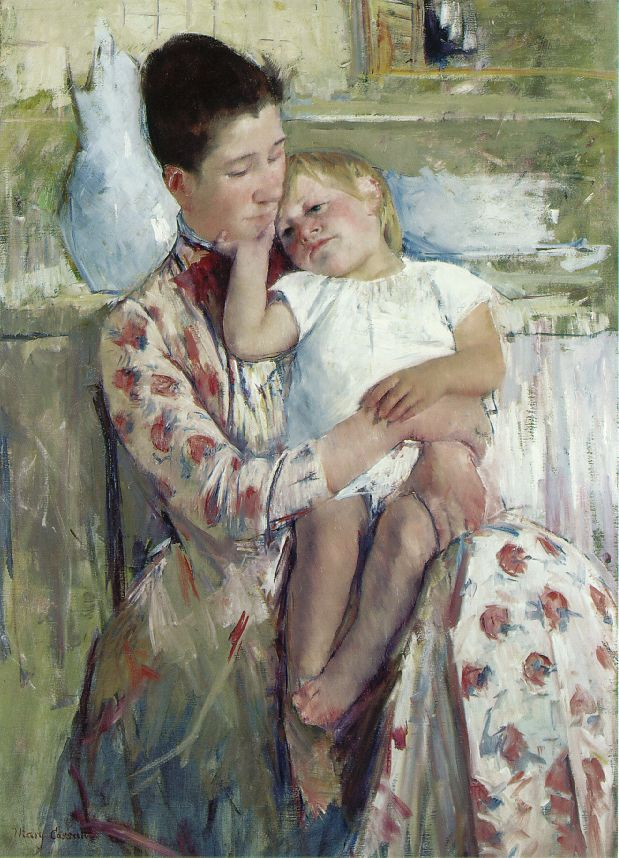
Мері Кассат, Мати і дитина, 1890, полотно, олія 64,26 х 89,66 см, приватна колекція.

Відносини матері та дитини були поширеною темою серед французьких художників у 1890 році та популяризувалися кількома впливовими художниками того часу. Крім того, інтерес Кассат може бути пов'язаний з роботами Корреджо та інших італійських та іспанських майстрів, особливо з їхніми традиційними зображеннями Мадонни та немовляти. Як імпресіоністка, вона сподівалася відкрити нові техніки та підходи до теми, перенісши її в сучасний контекст.
Зображення Кассат відносин матері та дитини в 1890-х роках революціонізувало традиційні релігійні сюжети, поставивши їх у «світський і натуралістичний» контекст. Цим вона посередничала конфлікти між традицією та новизною. Оскільки її початкова серія матерів і дітей нагадує ясність і простоту мистецтва епохи Відродження, її торговці, як-от Поль Дюран-Рюель, називали її «la sainte famille modern».
У зображенні матерів Кассат свідомо уникала використання жіночої оголеності, що вона розглядала як звернення до ставлення чоловіків до жінок як до еротичних об'єктів. Швидше, вона хотіла підкреслити «моральну чутливість і цілісність» жіночого життя і лише запропонувати їхню сексуальність через материнські стосунки. Акт дотику між матір'ю та дитиною в її роботах слугує для вказівки на емоційне та фізичне задоволення, а також на відчуття захисту та близькості. З іншого боку, Кассат обмежує себе тим, що включає оголені тіла дітей, але така нагота не має сексуального підтексту; натомість вона «природна і чуттєва» і символізує «доброту, чистоту та відсутність хитрощів». Поєднуючи повністю одягнену матір із частково одягненою дитиною, вона відкидала будь-які сексуальні почуття; вона приводить чуттєвість у належний стан, материнство, в якому фізична близькість дозволена і доречна.

## Опис
У жанровій картині зображено матір, яка купає маленьку дитину: буденна сцена, «особлива тим, що не особлива». Унизу ліворуч вона підписана «Мері Кассат».
Жінка сидить на східному килимі, у неї на колінах стоїть дитина. Дитина має білу тканину, оповиту навколо живота, а жінка одягнена в сукню з сильними вертикальними смугами зеленого, рожевого та білого кольорів. Жінка лівою рукою міцно й захищено тримає немовля за талію, а іншою рукою обережно миє оголені кінцівки дитини в тазі з водою, який стоїть на підлозі біля глечика, прикрашеного квітковим візерунком. Пухка ліва рука дитини впирається в ногу матері, а друга рука тримає праве стегно дитини. Права рука матері міцно, але все ж м'яко натискає на праву ногу дитини в тазику, імітуючи тиск самої дитини на її стегно. На задньому плані квіткові візерунки пофарбованих меблів і шпалер.
Щоб позначити глибину, Кассат намалювала обличчя, що відходять у простір. Мазки фарби шаруваті та грубі, створюючи товсті лінії, які окреслюють фігури та виділяють їх на тлі з візерунками. Через грубість мазків помітна рука художника.

## Стилістичний аналіз

### Візерунки та кольори
Багато вчених відзначають, що «Дитяча ванна» відтворює якості, наявні в її попередніх роботах, використовуючи подібні техніки. Композиція поділена на дві частини: візерункова зона на задньому плані та рожево-біла зона фігури. Кассат використовувала багаті візерунки, такі як квіткові шпалери та смугасту сукню матері, щоб створити контраст із простим торсом дитини, роблячи дитину більш помітною.

### Кут зору
Найпомітнішою рисою картини є кут зору, який створює відчуття ширяння над сценою. Така перспектива привертає увагу глядача до двох фігур, одночасно надаючи повне уявлення про навколишній простір,, але вона слугує не лише декоративній меті. Завдяки цьому нахиленому куту зору приховані вирази облич матері та дитини створюють психологічну дистанцію, але їхні погляди на відблиски води скеровують аудиторію до концентрації на активності купання.

### Композиція
Кассат також створила цілісну композицію за допомогою жестів фігур і геометричних резонансів. Смуги сукні матері повторюють її прямі руки, збігаються з лінійними кінцівками дитини. Овальні форми голів фігур нагадують форму басейну внизу; фігури з'єднані діагоналями, створеними фігурами. Взаємозв'язані жести також об'єднують сцену: контакти рук на колінах і торкання ніг у тазику об'єднують картину, передаючи основні теми інтимності та ніжності.
Загалом, історик мистецтва Гризельда Поллок припускає, що на відміну від попередніх робіт Кассат, у яких ці формальні прийоми використовувалися для передачі «несподіваного символічного значення» в межах звичайної дії, «Дитяча ванна» підкреслює дії матері та дитини, а не їхні стосунки зокрема. Однак Ненсі Моул Метьюз припускає, що дві фігури виглядають серйозними та урочистими, а не грайливими та повністю розслабленими; ця формальність сцени створює враження, що мати та її дитина «займаються священним місцем» і нагадує «Мадонну, яка омиває ноги Немовляті Христу».

## Впливи
Як предмет, так і незвичайна перспектива картини, яка розглядає вкорочені сюжети зверху, були натхненні японськими гравюрами та Деґа. «Японських друкарів більше цікавив декоративний ефект, ніж точна перспектива».

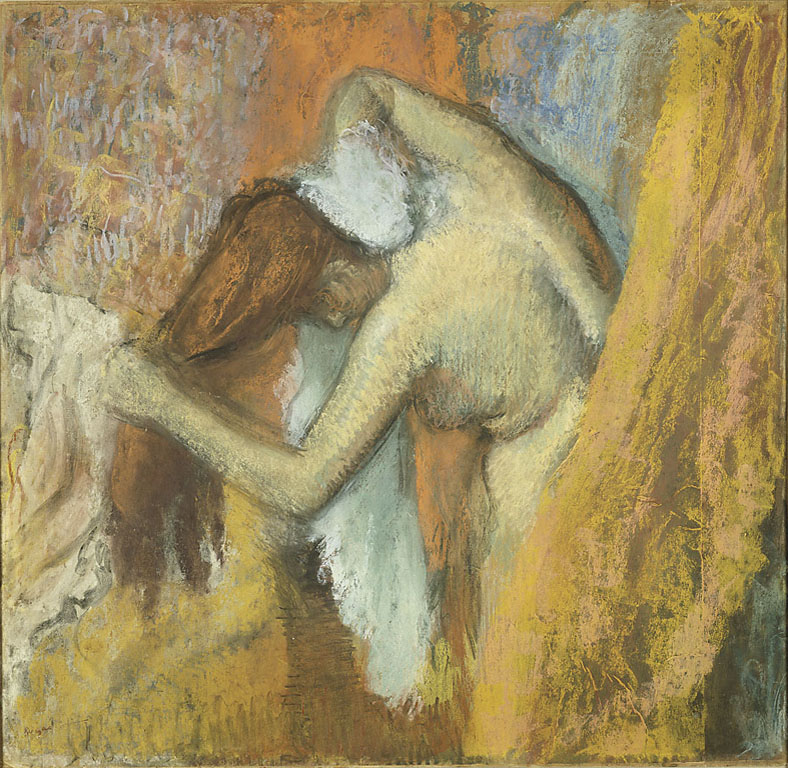
Едґар Деґа, Жінка біля її туалету, 1900—1905, пастель на кальці, 75 × 72 см, Чиказький художній інститут

### Порівняння з Едґаром Деґа
На Кассат сильно вплинули деякі з її колег -імпресіоністів, особливо Едґар Деґа. Першою картиною імпресіоніста, яка потрапила до Сполучених Штатів, була пастель Деґа в 1875 році, яку вона придбала. Кассат почала виставлятися з імпресіоністами в 1877 році, де вона познайомилася з іншими імпресіоністами, такими як Клод Моне та Берта Морізо.
Прийоми, які Кассат використовувала в «Дитячій ванні», були під впливом Деґа: зокрема, предмет купання та гострий кут зору. Однак маніпуляції Кассат мають інший фокус і викликають більш загострені емоції. Обидва художники часто зображували своїх купальниць із «відсутністю самосвідомості», але Деґа мав тенденцію відокремлювати оголені жіночі фігури, щоб підкреслити інтимність через їхні рухи. Ігнорування цими фігурами того, що за ними спостерігають у їхні приватні моменти, було інтерпретовано як демонстрацію вуаєристської перспективи Деґа як чоловіка, який отримує сексуальне задоволення від акту підглядання. Навпаки, оголених дітей у роботах Кассат супроводжує дорослий, який піклується про своїх дітей. Деґа використовував ширяючий кут зору, щоб створити «ефект вдивляння», тоді як Кассат використовує такий прийом із контрастом масивності фігур, що привертає увагу глядача головним чином до дій матері та дитини; таким чином Кассат змогла досягти емоційної монументальності.

### Порівняння з японськими гравюрами на дереві
Кассат була вражена японськими гравюрами ксилографії укійо-е, виставленими в Академії витончених мистецтв у Парижі в 1890 році, за три роки до написання картини «Дитяча ванна». Кассат привернула простота й ясність японського мистецтва, а також вміле використання кольорових блоків, таких як гравюра близько 1801 року «Жінка миє дитину у ванні» або "Bathtime" (яп. 行水, Gyōzui) Кітаґави Утамаро. Техніки Утамаро не тільки зацікавили Кассат, його зображення стосунків матері та дитини, передаючи близькість і симпатію, також надихнуло її. У наступні кілька років вона працювала над серією принтів, натхненних японськими роботами, з обрізаними сюжетами, плоскою перспективою та декоративними візерунками. Цю картину 1893 року можна розглядати як кульмінацію цієї роботи. Як і її попередні роботи, композиція «Дитяча ванна» нагадує форму японських гравюр, використовуючи «розширений вертикальний формат» разом із довгими прямими кінцівками фігур. Крім того, перспектива бачення згори, яка широко використовувалася в японському мистецтві, також помітна в живописі Кассат.

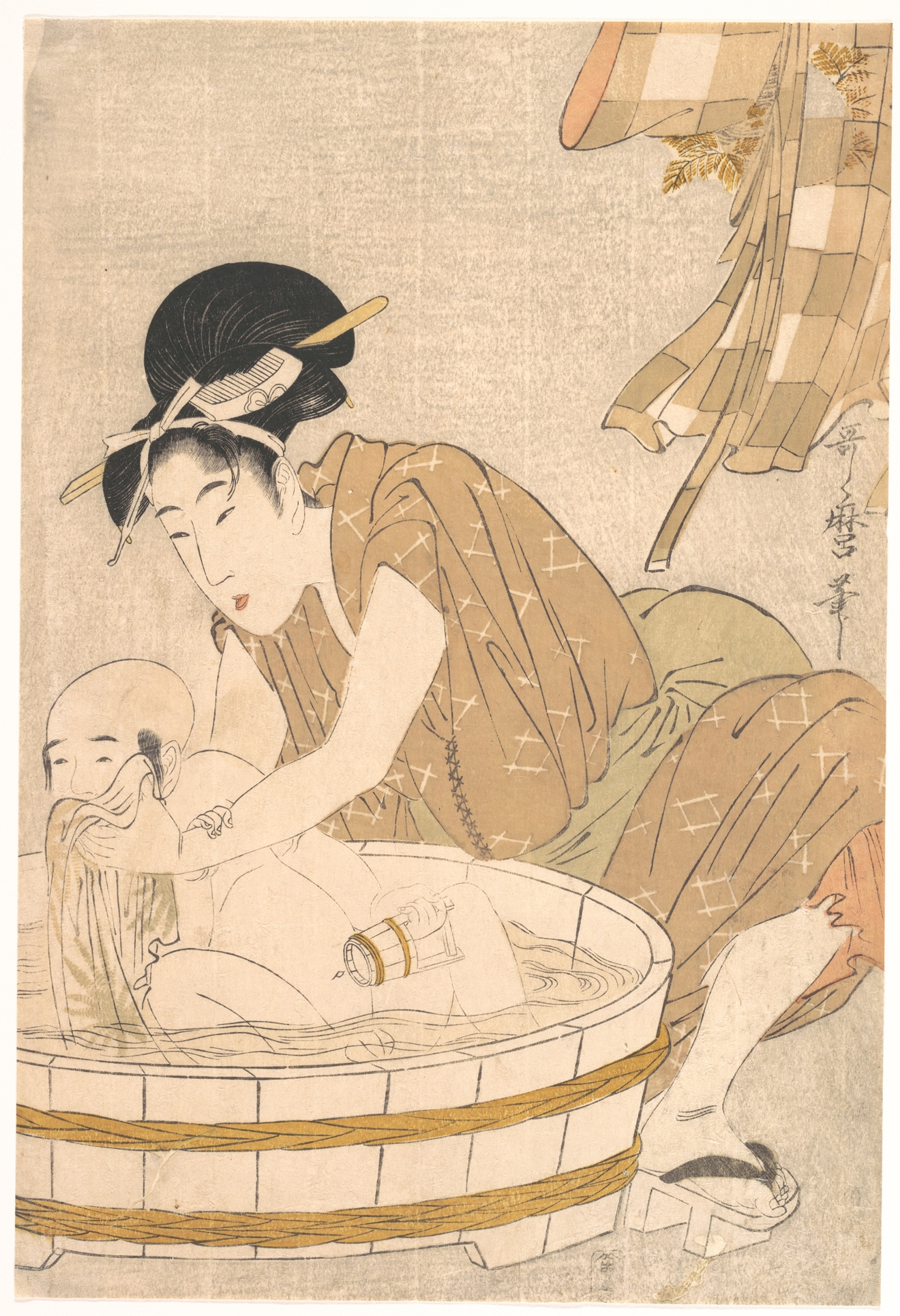
Ксилографія Кітаґави Утамаро Bathtime (яп. 行水, Gyōzui) , c.1801, 37,3 см × 25,1 см (14,7 дюйм × 9,9 дюйм), Метрополітен-музей
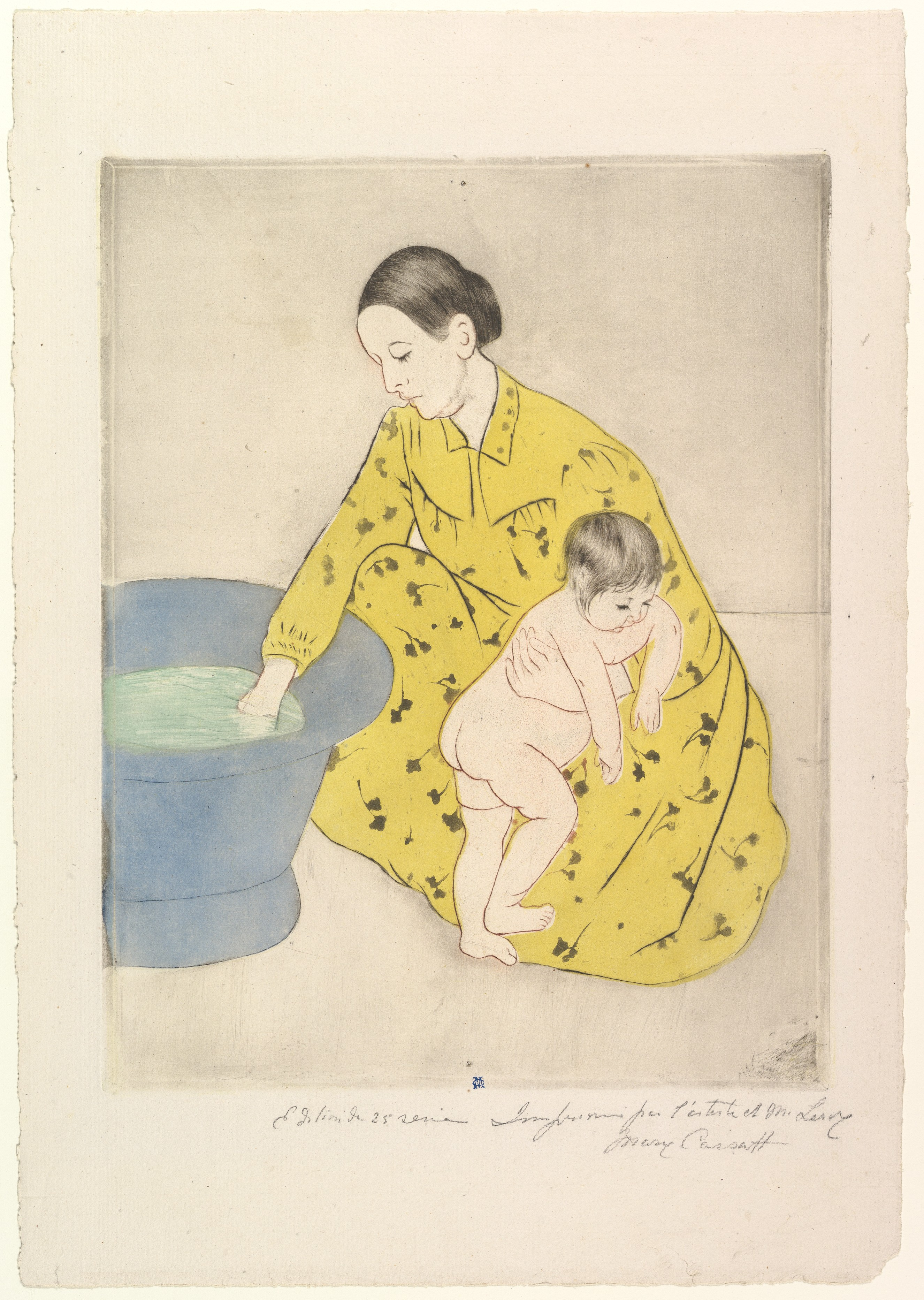
Офорт сухою голкою та акватинта Мері Кассат «Ванна», 43,2 см × 30 см (17,0 дюйм × 11,8 дюйм), Метрополітен-музей

## Походження
З кінця 1880-х до 1890-х років Франція надавала перевагу вітчизняним художникам, і це змусило Кассат почуватися виключеною, що спонукало її знову звернути увагу на свою рідну країну, Сполучені Штати. Незважаючи на те, що критики спочатку зустріли її неоднозначно, допомога Пола Дюран-Рюеля змогла забезпечити їй успіх і статус американської художниці.
Художниця продала картину Дюрану-Руелю, і вона була виставлена в галереї Дюран-Руеля в Парижі наприкінці 1893 року під назвою La Toialte de L'Enfant. Вона була продана промисловцям Коннектикуту та колекціонеру мистецтв Гаррісу Віттеморе в 1894 році, але повернулася до Дюрана-Руеля на виставку в їхній галереї Нью-Йорка в 1895 році під назвою La Toilette. Для того, щоб допомогти Кассат досягти своїх цілей в США, Дюран-Руель досліджував нові способи розширити американську аудиторію Кассат: через музеї та виставки установи. Коли художниця повернулася додому в 1897 році, Дюран-Руель вперше подав Дитяча ванна та Ревері (також відома як жінка з Червоною Зіннією) на щорічну виставку в Пенсільванську академію витончених мистецтв на початку 1898 року. Згодом Дюран-Руель допоміг розповсюдити Дитяча ванна Кассат разом з іншими її творами у кількох великих містах США з 1897 року по початок 1900-х років, і це успішно затвердив Кассат як американську художницю.
У 1910 році картина була продана Чиказькому художньому інституту.